# Счастлива, потому что беременна: Зелёный альбом
| Оценки критиков | Оценки критиков |
| Источник        | Оценка          |
| --------------- | --------------- |
| Живой звук      | [ 1 ]           |

«Счастлива, потому что беременна: Зелёный альбом» — шестой альбом группы «Ногу свело!», записан в 1998 году, издан в 1999-м и переиздан в 2005-м с бонус-треком в новой обложке. Вторая часть дилогии «Счастлива, потому что беременна». Задумывалось, что интервал между альбомами будет равен сроку беременности женщины. В альбом вошли такие хиты, как «День рождения», «Волки» и «Реки» в дуэте с Натальей Ветлицкой.

## Список композиций
1. Life is Ringing [2:31]
2. День рождения [4:05][2]
3. Сестрёнка Рита [3:00]
4. Волки [2:20][2][3]
5. S.O.S. in the Ass [3:07][2]
6. Лесная школа [5:34]
7. Самые очаровательные стюардессы на авиалиниях «Ногу свело!» [4:14]
8. Влюблённые оленеводы [4:30]
9. Муж на работе [1:02]
10. Живая масса [3:05]
11. Для студентов медицинских ВУЗов [4:45]
12. Искусство боли [5:00]
13. Реки [4:06][4]
14. Счастлива, потому что беременна — 4 [2:32]

## Участники
- «Ногу свело!»: аранжировки
- Максим Покровский: музыка, слова, вокал, бас-гитара
- Антон Якомульский: барабаны и другие ударные инструменты
- Игорь Лапухин: гитара
- Виктор Медведев: клавишные инструменты
- Максим Лихачёв: тромбон (3-8, 12, 14)
- Николай Посадский: труба (3-8, 13)
- Александр Дитковский: труба (14)
- Игорь Марков: труба (12)
- Наталья Ветлицкая: вокал (13)
- Ансамбль народной музыки «Карагод»: хор (6)
- Василий Крачковский: саунд-продюсер, мастеринг
- V&V «Мосфильм»: мастеринг
- Вадим Хавезон: продюсер
- Сергей Раскин: тур-менеджер
- Ольга Бородина: пресс-секретарь
- Юрий Борунков: звукорежиссёр на концертах
- Александр Косинов: техник
- Андрей Сергеев: техник
- Эдуард Катыхин: производство эмбрионов

## Переиздание
В 2005 году «Квадро-Диск» выпустило переиздание альбома с новой обложкой. В качестве бонус-трека была добавлена песня «Бензин (фонограмма, записанная на репетиции)» (в первоначальном варианте эта песня включена в альбом «В темноте»).